# Il lancio della rete
Il lancio della rete è un dipinto a olio su tela (201x301 cm) realizzato nel 1914 dalla pittrice francese Suzanne Valadon e conservato al Museo di Belle Arti di Nancy.

## Storia
L'opera fu esposta per la prima volta il 1º marzo del 1914 al Salon des Indépendants, dove rimase in mostra fino al 30 aprile. Le grandi dimensioni e il soggetto diedero grandi visibilità al dipinto, che ottenne recensioni contrastanti. Una critica particolarmente veemente e misogina fu scritta da Arthur Cravan, ma i termini scurrili e le insinuazioni contenute dalla recensioni gli costarono una denuncia per diffamazione, tanto che dovette pubblicare una versione meno aspra della recensione con tanto di scuse e rettifica sulla condotta sessuale della Valadon.
L'opera fu acquistata dal Museo Nazionale d'Arte Moderna di Parigi nel 1937 e poi spostata al Museo dei Belle Arti di Nancy nel 1998.

## Descrizione
Il soggetto del dipinto è André Utter, amico del figlio, amante e infine marito della Valadon. Utter è dipinto in tre posizioni diverse mentre getta la rete da pesca. La postura dei pescatori mette in risalto il loro fisico atletico e ricorda quella de La danza di Henri Matisse; lo sfondo fluviale e montagnoso ricorda invece l'opera di Paul Cézanne per toni e stile.
Il dipinto è l'ultimo nudo maschile dipinto dalla Valadon. Le sue opere successive avrebbero favorito modelle femminili e bambini come soggetti. Diversi critici d'arte hanno descritto l'opera come un simbolo dell'emancipazione femminile dato che un'artista donna ritrae un uomo nudo come oggetto di desiderio, invertendo così il concetto di sguardo maschile.